# Сантонз, Фабьен
Фабьен Сантонз (фр. Fabien Centonze; родился 16 января 1996 года в Вуароне, Франция) — французский футболист, защитник клуба «Нант».

## Клубная карьера
Сантонз — воспитанник клуба «Эвиан». 31 июля 2015 года в матче против «Нима» он дебютировал в Лиге 2. 14 августа в поединке против «Аяччо» Фабьен забил свой первый гол за «Эвиан». Летом 2016 года подписал контракт с командой «Клермон». В матче против «Осера» он дебютировал за новый клуб. 
Летом 2018 года перешёл в «Ланс». 27 июля в матче против «Орлеана» он дебютировал за новую команду.
Летом 2019 года Сантонз подписал контракт с «Мецем». 11 августа в матче против «Страсбурга» он дебютировал в Лиге 1.